# Berthouville
Berthouville ist eine französische Gemeinde mit 336 Einwohnern (Stand 1. Januar 2022) im Département Eure in der Region Normandie.

## Geographie
Berthouville liegt an der RN 13 zwischen Lisieux und Évreux am Ostrand des Lieuvin, 11 Kilometer nordöstlich von Bernay und 6,1 Kilometer westlich des Kantonshauptorts Brionne. Zu Berthouville gehören die Weiler Le Villeret, Le Marabout, Le Plessis, Le Marché Neuf und La Marotte.
In Berthouville besteht die Gefahr, dass Marnières, alte Mergelgruben, einen Erdrutsch verursachen. Die 1,5 bis 2 Meter breiten und mehrere Meter tiefen Löcher können zum Beispiel nach starkem Regen entstehen. Es sind Öffnungen der Zugangsschächte, deren Schuttfüllung in die Seitengänge geschwemmt wurde. Die Decken der Abbauschächte können ebenfalls einstürzen, was breitere Löcher entstehen lässt.

## Geschichte
Der Weiler Villeret lag an der Römerstraße von Brionne (Breviodurum) nach Le Mans (Subdinum). Die Ortschaft wurde im 8. oder 9. Jahrhundert gegründet, wurde aber erst 1198 erstmals urkundlich erwähnt. Ein gewisser Gautier de Berthouville war damals Seigneur des Ortes.
Im 16. Jahrhundert war der adelige Hugenotte Noël Cotton Seigneur von Berthouville. Er wurde 1560 Sekretär des Königs Karl IX. in Rouen und gehörte als solcher der Verwaltung an. In den Wirren des ersten Hugenottenkrieges wurde er der Majestätsbeleidigung angeklagt und am 30. Oktober 1562 hingerichtet.
Michel Morin war Ecuyer, Grundherr von Cauvigny und Gendarme de la garde des Königs seit 1605. Er bekam das Lehen Berthouville 1630. 1638 wurde er geadelt. Er ließ sich ein Herrenhaus gegenüber der Kirche bauen.
Jean Le Grix de Belleuvre et de Neuville war Pfarrer in Berthouville. Er richtete 1672 eine Stiftung ein, mit der er unter anderem eine Schule für Jungen unterstützte und das Katechisieren an Sonntagen. 1791 bestand diese Stiftung noch, die 465 Livre einbrachte, der Abt Le Grix de la Fontenaye war ihr Vorstand.

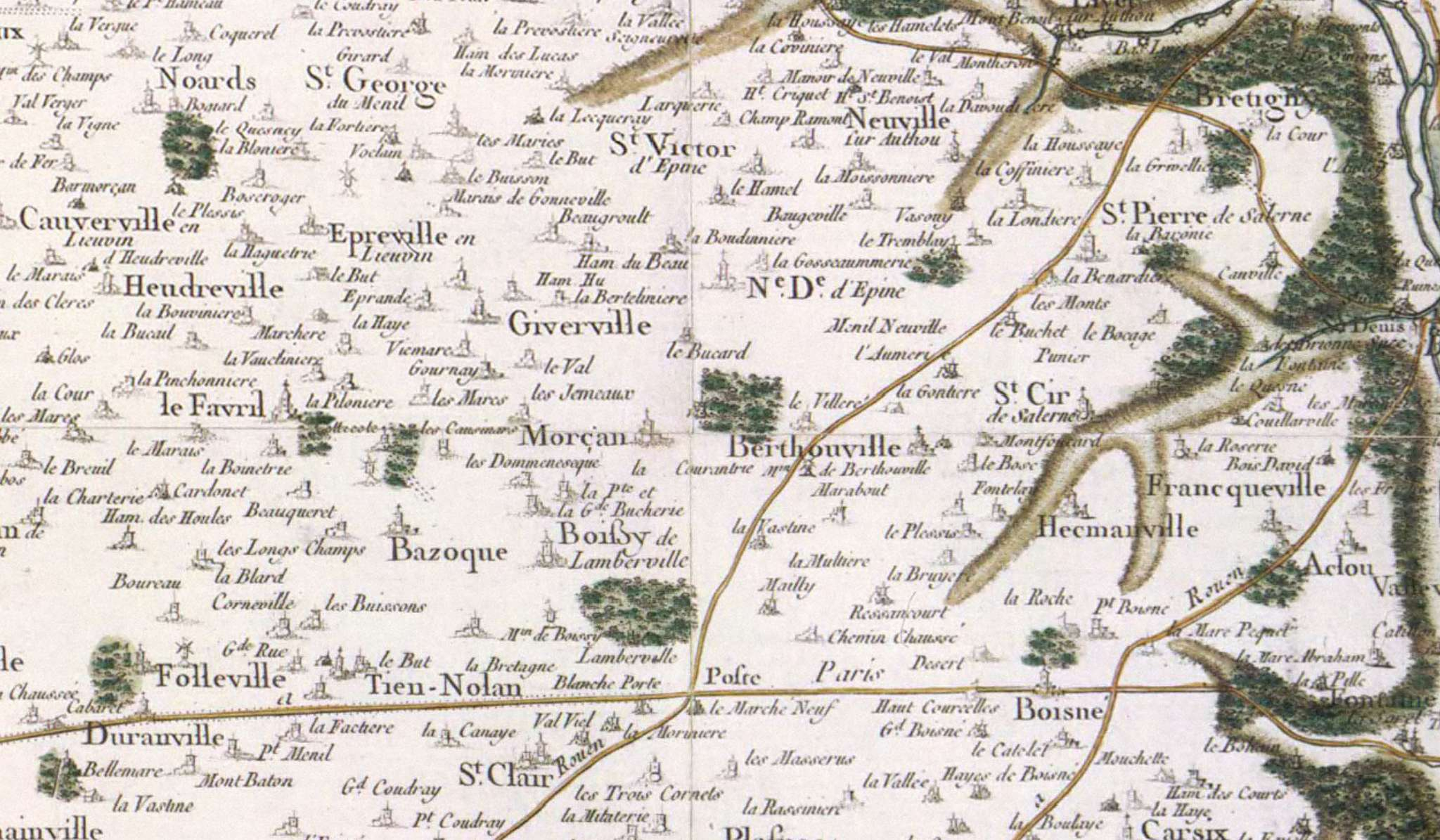
Berthouville auf der Cassini-Karte Lisieux-Honfleur

1770 verkaufte Auguste-Philippe-Charles Morin sein Lehen Berthouville an Louis-Jaques Grossin Comte de Bouville (geboren am 22. September 1759).
Eine alte Schreibweise von 1793 für Berthouville war Bertouville. Seit 1793 hat Berthouville, im Zuge der Französischen Revolution eine eigene Gemeindeverwaltung.
1830 wurde im Weiler Villeret, der zu Berthouville gehört, ein Depotfund silberner Artefakte aus dem 2. Jh. gefunden, der sogenannte Schatz von Berthouville. 1896 wurden am Fundort die gallo-römischen Fundamente von Canetonum entdeckt.
| Jahr      | 1793 | 1806 | 1866 | 1891 | 1896 | 1906 | 1962 | 1968 | 1990 | 2006 | 2016 |
| --------- | ---- | ---- | ---- | ---- | ---- | ---- | ---- | ---- | ---- | ---- | ---- |
| Einwohner | 783  | 891  | 700  | 507  | 442  | 434  | 331  | 280  | 233  | 274  | 304  |

Am meisten Einwohner hatte Berthouville 1806 (891), danach verlor die Gemeinde immer mehr Bewohner. 1990 hatte die Ortschaft nur noch 233 Einwohner.

## Kultur und Sehenswürdigkeiten

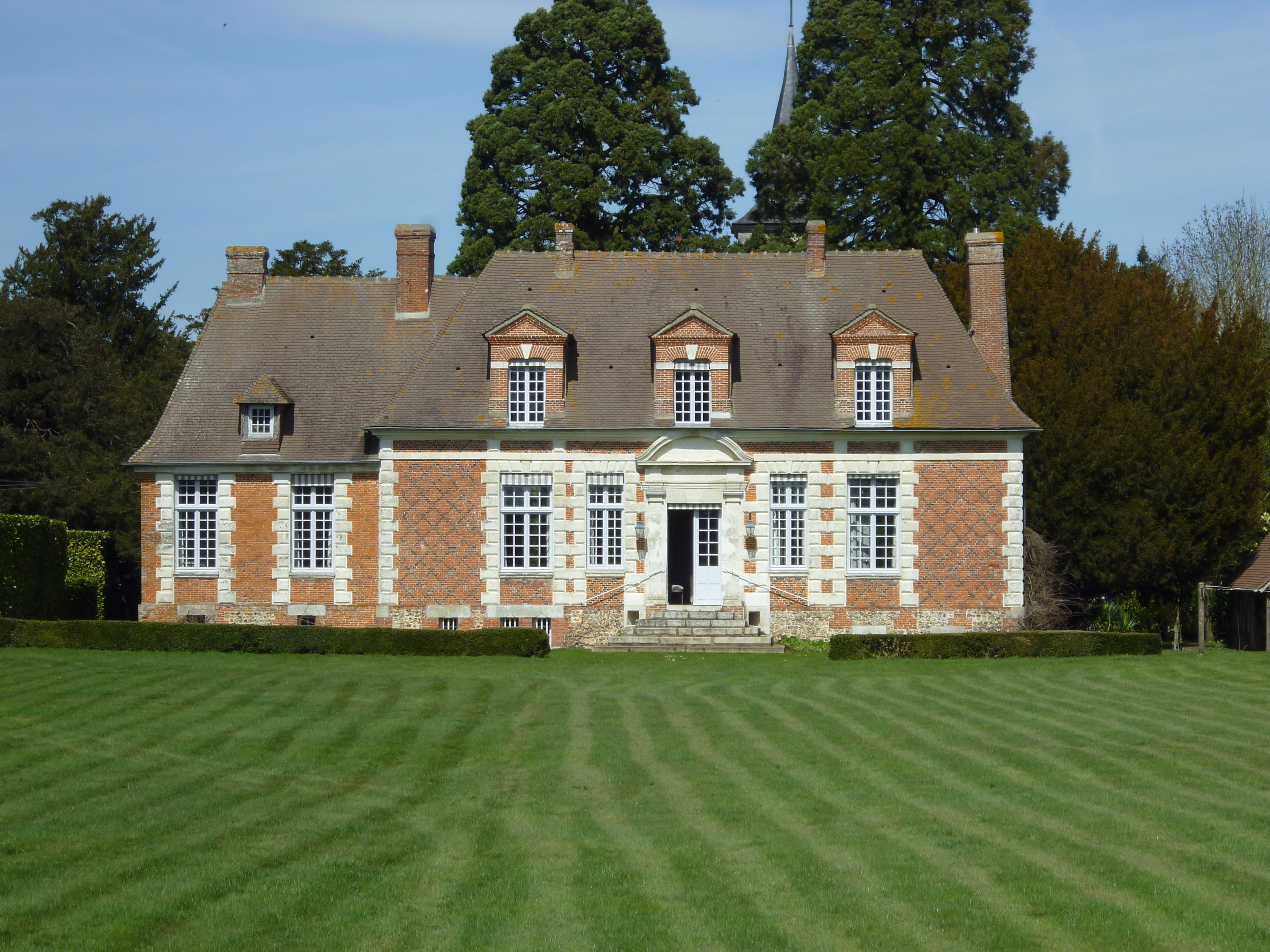
Manoir de Berthouville

An der romanischen Kirche Saint-Pierre stehen zwei große Eiben, die als site classé (Naturdenkmal) eingestuft sind. Die Kirche wurde im 19. Jh. vergrößert. Das Altarretabel der Kirche stammt aus dem 17. Jh. und das Chorpult wurde 1672 gefertigt. Das Chorpult hat die Form eines Greifen und trägt das Wappen der Familie Legris de La Fontelaye. Es wurde 2005 als Monument historique klassifiziert. In der Kirche stehen mehrere Statuen. Eine Statue der Heiligen Chrodechild (474–544) wird noch heute als wundertätig verehrt. Die Gläubigen binden weiße Bänder um das rechte Handgelenk der Statue und bitten um den Schutz ihrer Kinder vor Krankheiten.
Das Manoir du Berthouville stammt aus dem 17. Jahrhundert, der Architrav über der von Säulen flankierten Eingangstür trägt das Datum 1652. Es steht am Ende einer Allee, deren letzte Bäume Riesenmammutbäume sind, die zu Beginn des 20. Jahrhunderts gepflanzt worden sind. Das Manoir befindet sich in Privatbesitz.
Das Demeure d’Harsancourt stammt aus dem 13. Jahrhundert. Es befindet sich im Privatbesitz.

### Sport
Der Moto Club Berthouvillais unterhält eine Motocross-Strecke bei Berthouville, auf der mehrmals im Jahr Veranstaltungen im Rahmen der „normannischen Meisterschaft“ stattfinden.

## Wirtschaft

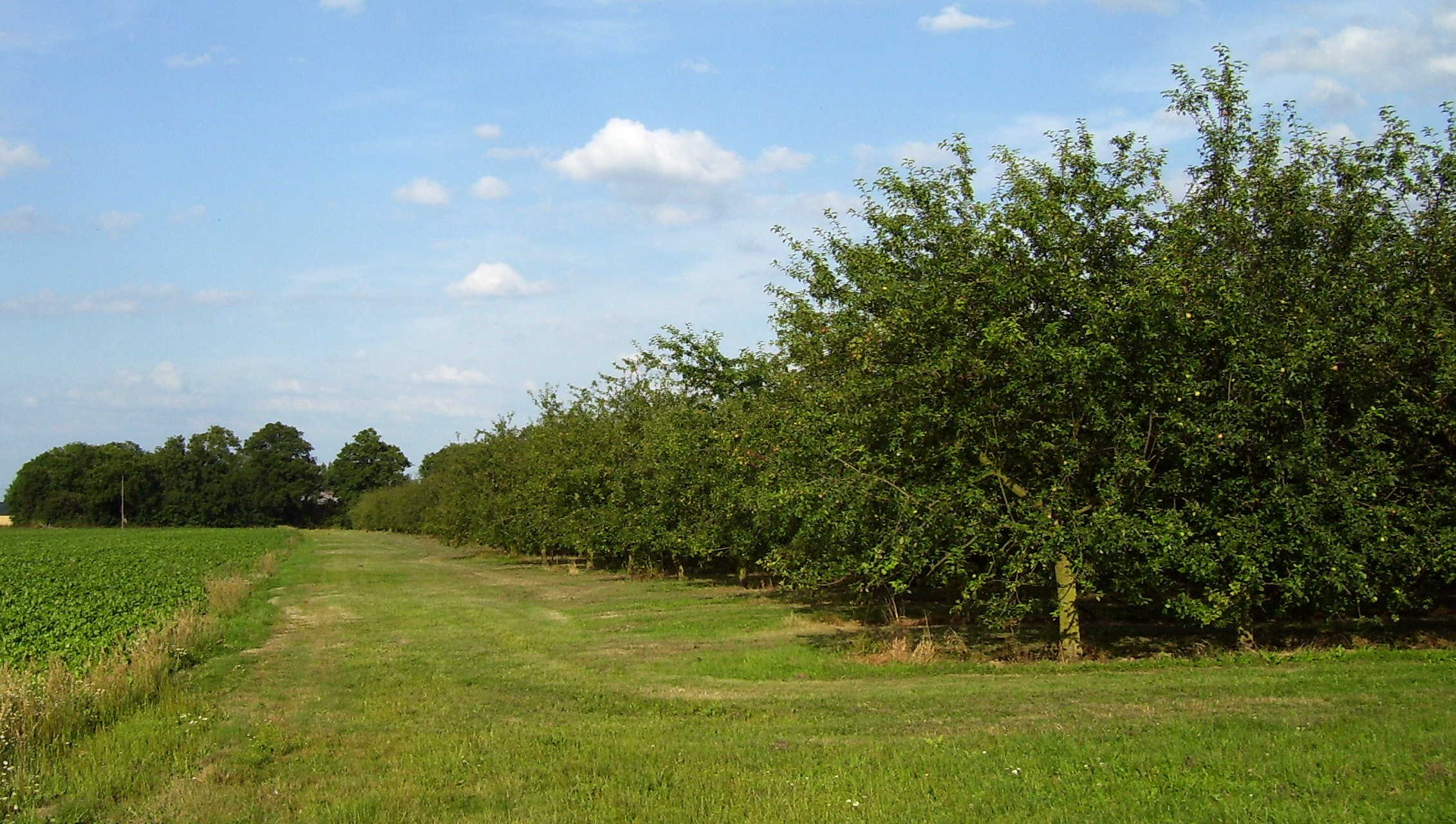
Apfelplantage bei Berthouville

Wichtige Erwerbszweige in Berthouville sind Landwirtschaft (Ackerbau und die Zucht von Hausrindern) und Handel. Lokale Produkte sind Äpfel, Cidre, Pommeau und Calvados.
Auf dem Gemeindegebiet gelten kontrollierte Herkunftsbezeichnungen (AOC) für Calvados und Pommeau (Pommeau de Normandie) sowie geschützte geographische Angaben (IGP) für Schweinefleisch (Porc de Normandie), Geflügel (Volailles de Normandie) und Cidre (Cidre de Normandie und Cidre normand).